# Pokémon Concierge
Pokémon Concierge japanska je stop animirana (stop motion) televizijska serija, dio Pokémon medijske franšize u produkciji The Pokémon Company.
Serija koja se sastoji od četiri epizode premijerno se prikazala na Netflixu 28. prosinca 2023.

## Glasovna postava

### Sinkronizacija
- Helena Novosel kao Haru
- Sandra Hrenar kao Arisa
- Goran Vrbanić kao Tyler
- Mirta Zečević kao Watanabe
- Dora Trogrlić kao Nao

#### Ostali glasovi
- Mladen Vujčić
- Ana Ćapalija
- Kristina Gami
- Luka Starman
- Vinko Štefanac

## Epizode
1. Ja sam Haru, novi konsijerž!
2. Što te muči, Psyduck?
3. Nadam se da i ja mogu evoluirati...
4. Dobrodošli u Pokémon odmaralište!

## Produkcija
U veljači 2023., tijekom prezentacije Pokémon Dana, objavljeno je da je za Netflix u razvoju animirana televizijska serija u stop animaciji. The Pokémon Company surađivala je s Dwarf Animation Studios na seriji. U srpnju je objavljeno da će Rena Nōnen dati glas glavnoj protagonistici Haru, koja radi kao konsijerž u odmaralištu gdje pokazuje gostoprimstvo i ispunjava potrebe umornih Pokémona i njihovih trenera.

## Vanjske poveznice
Pokémon Concierge u internetskoj bazi filmova IMDb-a